# 烏特勒支省旗

烏特勒支省旗 (長寬比 2:3)

烏特勒支省旗（荷蘭語：vlag van Utrecht）啟用於1952年，設計類似波蘭國旗。烏特勒支省旗上部為白色條紋，下部為紅色條紋。左上角有一紅底白十字圖案。